# Trípoli (filme)
Tripoli (br/pt.: Trípoli) é um filme de aventura estadunidense de 1950, dirigido por Will Price para a Paramount Pictures. O roteiro reconta a Batalha de Derna, ocorrida em 1805.

## Elenco
- Maureen O'Hara...Condessa Sheila D'Arneau
- John Payne...Tenente Presley O'Bannon
- Howard Da Silva...Capitão Demetrios
- Phillip Reed...Hamet Karamanly
- Grant Withers...Sgt. Derek
- Lowell Gilmore...Tenente Tripp
- Connie Gilchrist...Henriette
- Alan Napier...Khalil
- Herbert Heyes...William Eaton
- Alberto Morin...Il Taiib
- Emil Hanna...Intérprete
- Grandon Rhodes...Comodoro Samuel Barron
- Frank Fenton...Capt. Adams
- Rosa Turich...Seewauk
- Ray Hyke...Crawford
- Walter Reed...Wade
- Paul Livermore...Evans
- Gregg Barton...Huggins
- Don Summers...Langley
- Jack Pennick...Busch
- Ewing Mitchell...Elroy

## Sinopse
Em 1805, o navio de guerra americano Essex bloqueia o porto de Trípoli em represália aos ataques piratas contra a Marinha americana no Mediterrâneo. O general William Eaton vem a bordo e convoca oficiais e fuzileiros navais para uma missão secreta em terra. Os tenentes Presley O'Bannon e Tripp são escolhidos para liderarem um ataque à fortaleza de Derna na Líbia com a ajuda dos nativos. Hamet Karamanly, ex-paxá de Derna exilado no Egito fornecerá homens e suprimentos em troca da oferta de devolução do trono, que lhe fora tomado pelo irmão. A Condessa francesa Sheila D’Areneau cuja família fugira para o Egito após a Revolução Francesa, sonha em se casar com Hamet e usufruir do tesouro dele mas seus planos começam a mudar após conhecer o bravo e galante O'Bannon. Finalizados os preparativos, os oficiais iniciam a longa e penosa travessia do deserto, do Egito até Derna, liderando o pelotão de nativos com a ajuda dos mercenários do Capitão grego Demetrios. No meio da jornada, Hamet recebe a proposta secreta do irmão de trair os americanos em troca de ficar com metade do reino. O ex-paxá cede e revela os planos aos espiões do irmão mas a Condessa, que acompanhava o pelotão, fica sabendo e cavalga para contar a O'Bannon.